# Colligny-Maizery
Colligny-Maizery – gmina we Francji, w regionie Grand Est, w departamencie Mozela. W 2013 roku liczba ludności wynosiła 574 mieszkańców.
Gmina została utworzona 1 czerwca 2016 roku z połączenia dwóch ówczesnych gmin: Colligny oraz Maizery. Siedzibą gminy została miejscowość Colligny.